# Juha Kylmänen
Juha Kylmänen (Oulu, 1981. január 20. –) finn énekes a For My Pain... gótikus metál együttesben, valamint a Reflexionben.

## Élete, munkássága
1981. január 20-án született, s azt vallja, abban, hogy énekes lett, főleg bátyja játszott nagy szerepet, Jarmo Kylmänen, aki  az  Eternal Tears of Sorrow gitárosa. Már nyolcévesen el-eljárt bátyja próbáira, s bátyja példáján felbuzdulva néhány évvel később gitározni tanul. 1993 őszén egy barátjával megalapítják a Predominance együttest, itt először dobosként próbálkozik, de hamar áttér a mikrofonra. Közösen dalokat írnak, s télen már élőben is fellépnek.
1996-ban Ilkka és Juhani révén ismerkedik meg a Reflexionnal, nekiállnak dalokat írni, és 1997-ben már ki is adnak egy demóalbumot, főállásban azóta is ebben az együttesben énekel.
2001-ben felkérik, hogy csatlakozzon a For My Pain... együtteshez, amellyel egy teljes albumot, s egy kislemezt adnak ki.
A következő együttesekben volt vendégénekes: Eternal Tears of Sorrow, To/Die/For, Ensiferum.
Szabadidejében szeret filmezni, olvasni, zenét hallgatni.

## Diszkográfia

### Stúdió albumok
- "A Virgin and a Whore" (2001, Eternal Tears of Sorrow)
- "Fallen" (2003, For My Pain...)
- "Out of the Dark" (2006, Reflexion)
- "Dead to the Past, Blind for Tomorrow" (2008, Reflexion)
- "Edge" (2010, Reflexion)

### Kislemezek
- "Killing Romance" (2004, For My Pain...)
- "Undying Dreams" (2005, Reflexion)
- "Crashing Down" (2006, Reflexion)
- "Storm" (2006, Reflexion)
- "Weak and Tired" (2008, Reflexion)